# Mìn M14

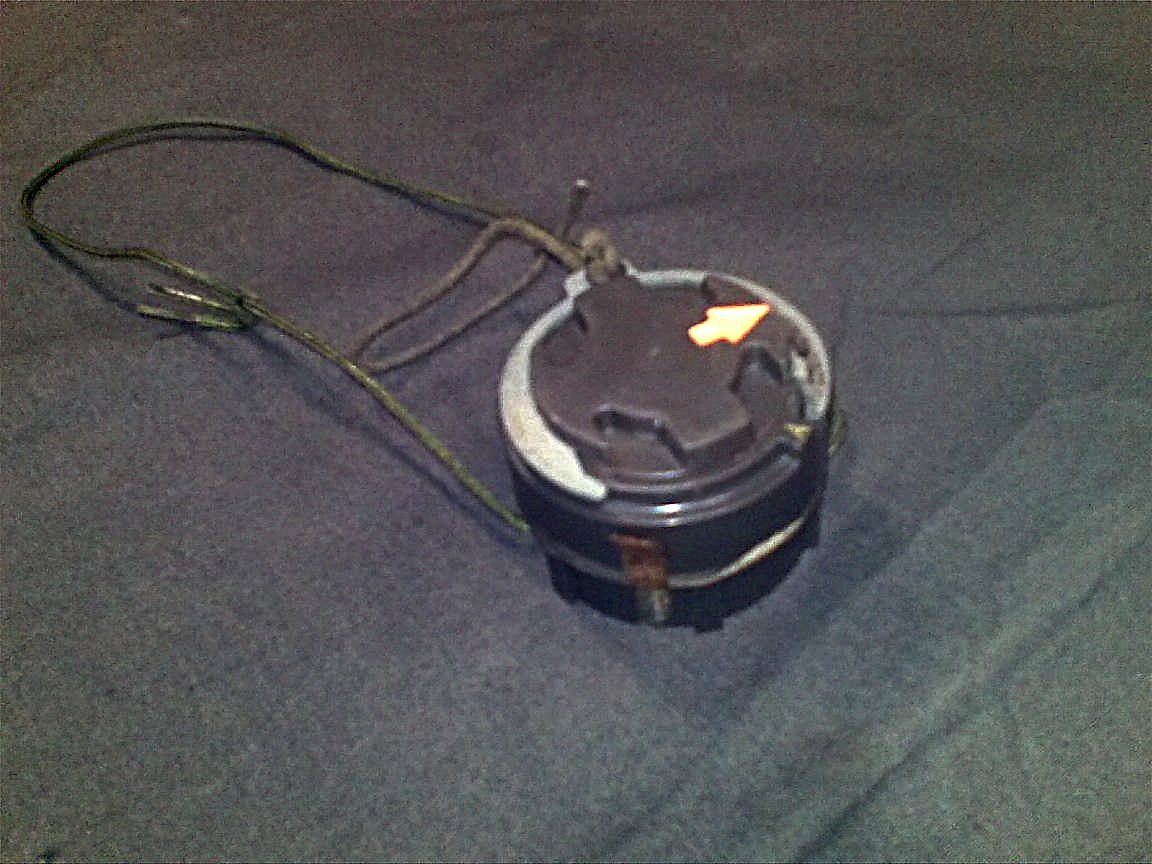
Mìn chống bộ binh M14, mũi tên báo trạng thái mìn ở trên tấm áp lực

Mìn M14 (M14 Toepopper) là một loại mìn chống bộ binh loại nhỏ được sử dụng lần đầu trong chiến đấu vào những năm 1950. Mìn M14 sử dụng một lò xo đĩa hình nón (tương tự như kẹp tóc bẻ cong) để đẩy kim hoả vào hạt nổ khi bị áp lực đè lên nó. Khi được sử dụng, mìn M14 rất khó để phát hiện được do nó chủ yếu được làm bằng nhựa, rất ít kim loại.
Từ năm 1974, loại mìn này đã không được tiếp tục trang bị trong Quân đội Hoa Kỳ. Tuy nhiên, Hoa Kỳ có khoảng 1,5 triệu quả mìn dự trữ cho việc sử dụng ở Hàn Quốc. Loại mìn này được sử dụng rộng rãi trong nhiều nước. Một vài phiên bản của nó được đã được thiết kế và sản xuất trong một số nước ví dụ như ở Ấn Độ.
Loại mìn này có kích thước nhỏ, chứa ít thuốc nổ. Khi nổ nó thường không gây chết người mà chỉ gây thương tích chủ yếu là ở đôi chân của nạn nhân từ đó gây áp lực về tinh thần cho những người đồng đội xung quanh, nhiều nạn nhân dính phải mìn này gần như mất khả năng đi lại.

## Sử dụng mìn

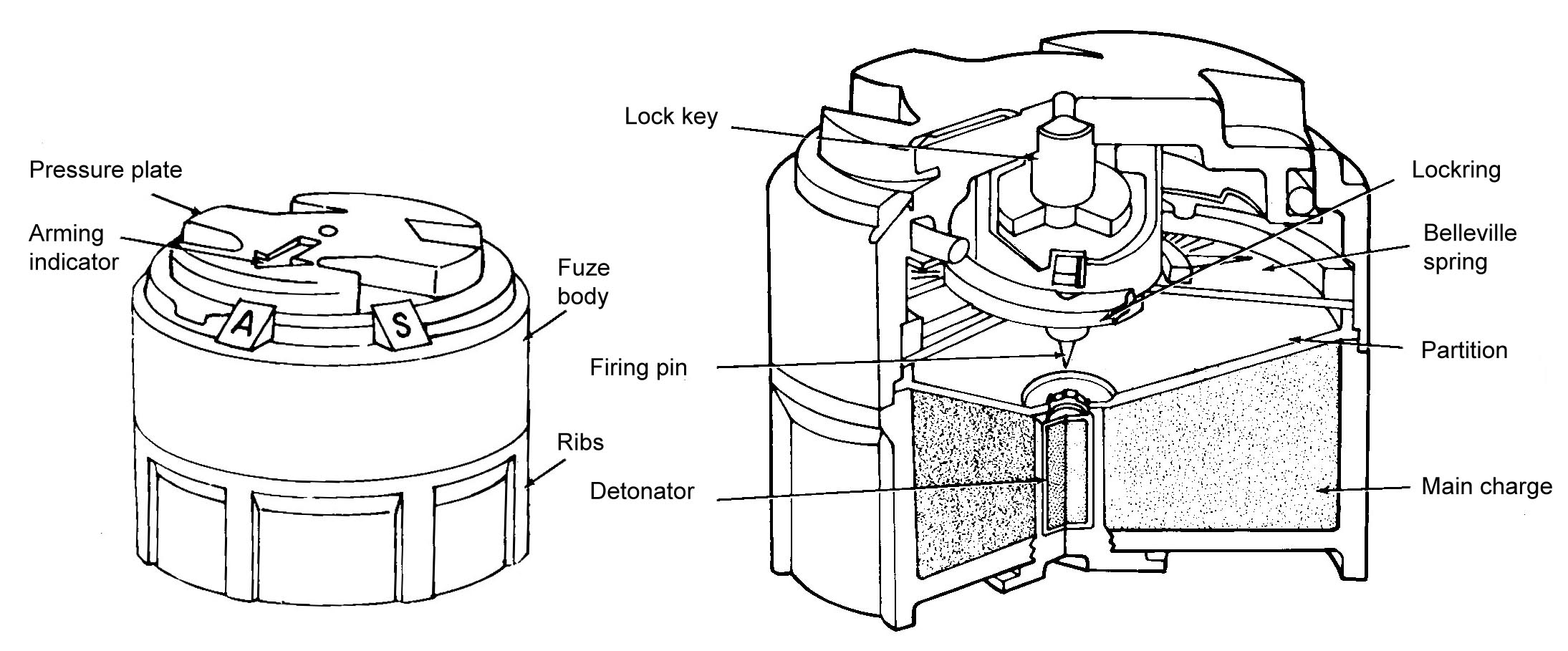
Mặt cắt cấu tạo của mìn M14

Để đưa mìn vào trạng thái chiến đấu M14, nút cao su ở đế mìn được tháo ra, người sử dụng lắp một kíp nổ M46 vào lỗ trên đế của quả mìn. Sau đó, mìn được đặt vào một lỗ đào nông trên mặt đất, xoay đĩa áp lực cẩn thận từ vị trí an toàn (S - SAFE) đến vị trí vũ trang (A - ARMED) bằng cách sử dụng cờ lê đặc biệt kèm theo mỗi thùng chứa mìn. Cuối cùng, tháo kẹp an toàn bằng kim loại hình chữ U. Tại thời điểm này, mìn đã sẵn sàng chiến đấu. Khi được quân đội Mỹ triển khai, mìn M14 thường được bố trí cùng với các loại mìn khác như mìn nhảy M16, mìn chống tăng M15 hoặc M19. Trong bãi mìn hỗn hợp, mìn chống tăng bảo vệ mìn chống bộ binh và ngược lại. Tương tự, M14 có thể được bố trong số các loại mìn khác do các quốc gia khác nhau sản xuất, ví dụ như PMA-2, VS-50, Valmara 69 hoặc TM-62. 

Mặt trên của M14 có một thông báo trạng thái mìn đơn giản (mũi tên dập nổi trên tấm áp lực) có thể trỏ đến A (ARMED) hoặc S (SAFE), tương tự trạng thái "chiến đấu" hay "an toàn". Khi mũi tên đang chỉ đến "A", mìn sẽ phát nổ nếu có một lực tác động từ 6 - 18 kg lên mặt áp lực của mìn. Gỡ bỏ mìn M14 yêu cầu các bước như trên được thực hiện ngược lại. Tuy nhiên, do có khả năng có bố trí bẫy mìn hoặc một số loại thiết bị chống tháo gỡ khác được lắp bên dưới, nên thông thường nếu không cần yêu cầu giữ bí mật, người tháo gỡ sẽ huỷ nổ mìn thay vì cố gắng tháo gỡ

## Thông số kỹ thuật
- Khối lượng: 108 g
- Thuốc nổ: 29 g thuốc nổ mạnh Tetryl
- Đường kính: 56 mm
- Chiều cao: 40 mm
- Áp lực gây nổ: 9 đến 16 kg